# Kaseda
Kaseda (加世田市?, Kaseda-shi) è stata una città del Giappone nella prefettura di Kagoshima. Il 7 novembre 2005 la città è stata accorpata con le vicine cittadine di Bonotsu, Kasasa e Ooura del distretto di Kawanabe e con la cittadina di Kinpo del distretto di Hioki, formando la nuova città di Minamisatsuma. Da questo accorpamento, la municipalità di Kaseda non esiste più.
Nel 2003, la città aveva una popolazione stimata di 23.470 abitanti, e una densità di 248,7 abitanti al km². Il territorio aveva un'area di 94,37 km².
La città era stata fondata il 15 luglio 1954.
| Controllo di autorità | VIAF (EN) 132599244 · NDL (EN, JA) 00286565 |